# ذلب منفتح
ذلب منفتح (الاسم العلمي:Sansevieria patens) هو نوع من النباتات يتبع جنس الذلب من الفصيلة الهليونية.